# فالديمار هانسن
فالديمار هانسن (بالدنماركية: Valdemar Hansen)‏ هو ضابط شرطة ولاعب كرة قدم دنماركي في مركز حراسة المرمى، ولد في 19 مايو 1946 في Nysted ‏ في الدنمارك. لعب مع بولدكلوبن فرم.

## وصلات خارجية
- فالديمار هانسن على موقع قاعدة بيانات كرة القدم.إي يو (الإنجليزية)
- فالديمار هانسن على موقع ناشيونال فوتبول تيمز (الإنجليزية)
- فالديمار هانسن على موقع أوليمبيديا (الإنجليزية)